# Joseph-Marie Trinh-nhu-Khuê
Joseph-Marie Trinh-nhu-Khuê, né le 11 décembre 1898 à Trang-Duê et mort le 27 novembre 1978 à Hanoï, est un ecclésiastique vietnamien qui est vicaire apostolique puis archevêque de Hanoï de 1950 à sa mort et premier cardinal vietnamien.

## Biographie
Joseph-Marie Trinh-nhu-Khuê est ordonné prêtre le 1er avril 1933 pour le vicariat apostolique d'Hanoï.
Nommé vicaire apostolique de Hanoï, avec le titre d'évêque in partibus de Synaus (de), le 18 avril 1950, il est consacré le 15 août suivant, succédant à François Chaize, mep, en pleine guerre d'Indochine. Il est arrêté à plusieurs reprises et finalement assigné à résidence, pendant de nombreuses années, alors que la persécution continue à s'abattre sur les catholiques des provinces du Nord Vietnam.
Il devient archevêque lorsque Hanoï est élevé au rang d'archidiocèse le 24 novembre 1960.
Il est créé cardinal par le pape Paul VI lors du consistoire du 24 mai 1976 avec le titre de cardinal-prêtre de San Francesco di Paola ai Monti. C'est le premier cardinal originaire du Vietnam.
Il meurt peu après avoir participé aux conclaves d'août et octobre 1978 qui élisent respectivement Jean Paul Ier et Jean Paul II.
Il est enterré à la cathédrale Saint-Joseph d'Hanoï.